# NGC 4801
NGC 4801 é uma galáxia lenticular (S0) localizada na direcção da constelação de Ursa Major. Possui uma declinação de +53° 05' 26" e uma ascensão recta de 12 horas, 54 minutos e 37,6 segundos.
A galáxia NGC 4801 foi descoberta em 26 de Abril de 1789 por William Herschel.